# Richard Mayo
Richard Mayo   (Dorchester, 12 de juny de 1902 - Boca Raton, 10 de novembre de 1996) fou un oficial estatunidenc de l'exèrcit dels Estats Units de 1926 a 1956 que va lluitar a la Segona Guerra Mundial i a la Guerra de Corea. Fou comandant del 17è i 5è Regiment d'Artilleria de Camp, així com a Fort Stewart. Es va retirar amb el grau de general de brigada. Mentre era a l'exèrcit va competir en pentatló modern als Jocs Olímpics d'Estiu de 1928 i 1932, guanyant la medalla de bronze el 1932.

## Joventut
Nascut a Boston, va estudiar a la Dorchester High School i després de graduar-se es va unir a la Massachusetts National Guard, tot preparant-se per a l'examen d'accés a l'Acadèmia Militar dels Estats Units. Com a membre de la Guàrdia Estatal va ajudar a mantenir l'ordre durant la vaga de la policia de Boston.

## West Point
Mayo va ser acceptat a l'Acadèmia Militar dels Estats Units el 1922. A West Point va ser capità de l'equip d'esgrima i membre dels equips de futbol, esgrima, sabre i pistola. Expert en pistola i rifle, el darrer any a l'Acadèmia va ser ascendit a sergent i va ser membre del destacament de primera classe que instruïa la classe de primer any. Finalment es va graduar el 1926.

## Esport
El 1928 va prendre part en els Jocs Olímpics d'Estiu d'Amsterdam, on finalitzà en dinovena posició en la competició de pentatló modern. El 1931 va ser un dels nou oficials de l'exèrcit escollits per continuar el seu entrenament de cara a preparar la seva participació als Jocs Olímpics d'Estiu de 1932. Va guanyar una competició d'esgrima per a membres dels equips olímpics d'esgrima i pentatló dels Estats Units organitzat pel New York Athletic Club i va acabar en tercera posició a les proves olímpiques dels Estats Units, la qual cosa li va assegurar un lloc a l'equip olímpic.
Als Jocs Olímpics de 1932 fou l'aspirant sorpresa a la medalla d'or en el pentatló modern. Va acabar segon a la prova del primer dia, la carrera d'obstacles. El segon dia va empatar amb Sven Thofelt en la primera posició després d'un segon lloc a l'esgrima. Després de guanyar la prova de tir es va posar primer. El quart dia de competició va mantenir el lideratge en acabar catorzè en natació. El darrer dia Mayo disposava d'un avantatge de 3 punts i mig sobre Johan Gabriel Oxenstierna, de 4 punts sobre Sven Thofelt i de 10 punts sobre Bo Lindman, tots suecs. La prova final, la cursa a peu, fou on Mayo es mostrà més fluix, acabant en dissetena posició i fent que Oxenstierna i Lindman el superessin, però conservant la medalla de bronze. Fou el primer estatunidenc en guanyar una medalla en pentatló modern.
El 1936, Mayo va exercir com a gerent de l'equip de pentatló olímpic dels Estats Units.

## Carrera militar
Després de graduar-se a West Point fou assignat a Fort Bragg. Posteriorment va ser enviat a Governors Island, on va preparar els Jocs Olímpics de 1928, a Fort Sill, Fort Myer, Fort Leavenworth i Fort Hood. Mentre estava a Fort Myer va conèixer Northa Porter, la filla del comissari de comerç interestatal Claude R. Porter. Es van casar el juny de 1934 i van tenir dos fills, Sally i Richard, Jr.
Quan els Estats Units van entrar a la Segona Guerra Mundial estava estacionat a Trinitat, Índies Occidentals Britàniques, on era l'ajudant principal del comandant general. Aviat va ser retornat als Estats Units, on se li va donar el comandament d'un batalló de destructors de tancs que va lluitar a Normandia. De 1944 a 1945 va ser oficial adjunt d'artilleria del 15è Exèrcit dels Estats Units. Després va exercir com a cap de la branca de redistribució de tropes del Teatre Europeu.
El maig de 1947 va ser traslladat a l'Estat Major del Departament de Guerra, on va ser cap de la branca d'Europa i Orient Mitjà, divisió de plans i operacions. El 1950 va ser nomenat comandant del 17è Regiment d'Artilleria de Camp, estacionat a Fort Sill.

### Guerra de Corea
Mentre estava a Fort Still, James Van Fleet va demanar que Mayo anés a Corea. Des de l'agost de 1951 fins al gener de 1952 va servir com a cap d'estat major del Korean Military Advisory Group. Després va servir com a comandant del 5è Regiment d'Artilleria de Camp, 2n Cos de la República de Corea, Vuitè Exèrcit dels Estats Units fins al gener de 1953.
A Corea va combatre a Capitol Hill i Finger Ridge i va ser ascendit a general de brigada i va rebre l'Estrella de Bronze, la Legió del Mèrit, el Manat de Fulles de Roure de bronze (en lloc d'una segona Legió de Mèrit). dues estrelles de servei, entre d'altres reconeixements.

### Fort Stewart
De 1953 a 1956 va ser el comandant de Fort Stewart. Quan Mayo va arribar a Fort Stewart, la base tenia la taxa més alta de malalties venèries de l'exèrcit, amb 428 casos per mil homes (la mitjana era llavors de 67 casos per mil). Mayo va treballar per netejar la zona al voltant del fort, que contenia sales de jocs i bars freqüentats per prostitutes. Els esforços de Mayo van donar com a resultat que un gran jurat va acusar 44 persones per càrrecs relacionats amb els jocs d'atzar i acusés el xèrif del comtat de Liberty, Paul Sikes, d'haver "errat i descuidat conscientment" per fer complir la llei. Sikes va intentar que Mayo fos transferit pel seu aliat polític, el president del Comitè de Serveis Armats del Senat Richard Russell, Jr., però Mayo va optar per romandre a Fort Stewart. Durant la seva batalla amb Sikes, Mayo va ser rebutjat dues vegades per l'ascens a general de divisió, ja que els funcionaris del Pentàgon van decidir no presentar el seu nom davant Russell i el Comitè de Serveis Armats. Es va retirar de l'exèrcit el 31 de juliol de 1956.

## Gestor municipal
El 31 de maig de 1956 l'Ajuntament de Gloucester, Massachusetts, va escollir Mayo per exercir com a gerent de la ciutat. Va ocupar el càrrec en retirar-se de l'exèrcit. El 1958 va canviar Gloucester per Hickory, Carolina del Nord. El 1960 ho passà a ser de Lake Park, Florida, càrrec que va ocupar fins a 1962.

## Darrers anys
El 1964 Mayo i la seva dona es van retirar a Boca Raton, Florida. Allà esdevingué un membre actiu de la comunitat. Fou membre de la Junta Directiva de l'Exèrcit de Salvació, membre de la Junta de Planificació del Comtat de Palm Beach i ancià de la Primera Església Presbiteriana. El 1972 va ajudar a fundar Citizens for Reasonable Growth, un grup de vigilància de Boca Raton.
Va morir el 10 de novembre de 1996 a la seva casa de Boca Raton. Va ser enterrat al Cementiri Nacional d'Arlington.